# Кукловоды
«Кукловоды» (англ. The Puppet Masters) — научно-фантастический роман писателя Роберта Хайнлайна, опубликованный в 1951 г. в журнале Galaxy Science Fiction (сентябрьский, октябрьский и ноябрьский номера).
Роман повествует о «тихом» вторжении пришельцев с Титана, паразитов, живущих на спине у людей и полностью подчиняющих себе их волю.
Роман сыграл большую роль в развёртывании инопланетной истерии в США, пик которой пришёлся на 1956 г., когда на экраны вышел фильм «Вторжение похитителей тел». Единственный роман Р. Хайнлайна, целиком посвящённый вторжению инопланетян на Землю. Инопланетное вторжение в романе — аллегория «красной угрозы» в эпоху маккартизма. В 1994 году вышла экранизация с Дональдом Сазерлендом в главной роли.

## Сюжет
Действие романа разворачивается в 2007 году. Мир пережил ядерную войну между США и СССР (был разрушен Вашингтон), и вернулся к состоянию «холодной войны». Китай и СССР составляют одно государство. Идёт интенсивное освоение космического пространства, колонии землян имеются на Луне и на Венере, которая пригодна для жизни.
Действие романа начинается с посадки «летающей тарелки» на территории в штате Айова, которую впоследствии местные власти разоблачают как фальшивку. Сотрудники анонимной спецслужбы (о её существовании знает только президент США) прибывают на место, намереваясь изучить тарелку и узнать судьбу пропавших ранее шести агентов. Они обнаруживают только грубый муляж из жести и пластика, само место посадки стало туристической Меккой. Однако окружающие фермеры ведут себя странно и вскоре выясняется, что у них на спине сидит некий паразит, контролирующий все их действия. Спецслужбе не удаётся убедить президента США в реальности происходящего и принять какие-либо меры.
Сэм с двумя напарниками возвращается для добычи доказательств в местном телевизионном центре, где раньше и был обнаружен инопланетный организм. Но добыть улики из-за ряда причин не удаётся, по возвращении в Вашингтоне один из агентов оказывается носителем паразита. В ходе последующих событий существу удаётся подчинить своей воле Сэма, и с помощью его опыта и навыков пришелец покидает штаб.
Сэм начинает участвовать в полномасштабном заражении горожан, используя для этого Конституционный клуб. Старику удаётся выследить агента и доставить на новую базу. Там Сэм выступает добровольцем и принимает паразита, и благодаря особенностям их связи учёным удаётся установить родную планету пришельцев — Титан (их цикл деятельности на Земле связан с годовым циклом Сатурна (29 земных лет)) и их нелюбовь к электрическому току и жаре. С новыми доказательствами Конгресс, среди членов которого также были выявлены паразиты, наделяет президента специальными полномочиями. Для борьбы с угрозой заражения принимается режим «Голая спина», по которому люди обязаны не надевать одежду на верхнюю часть тела.
Постепенно паразиты захватывают весь центр Соединённых Штатов, а сотрудники спецслужбы выясняют, что они начали свою работу и в СССР, и в других частях света. Старик поручает Сэму отправиться на разведку в Канзас-Сити, о роли которого в распространении инопланетян стало известно благодаря воспоминаниям агента. Армия разрабатывает план «Ответный удар», по которому военные захватывают ретрансляционные станции, телестудии, редакции и отделения связи в «красной» зоне для информирования местного не заражённого населения о «Голой спине».
Сэму удаётся выяснить, что город переполнен паразитами, которые могут контролировать до 90 % от миллионного населения. Убив голыми руками несколько паразитов ему удаётся привезти в столицу живого носителя и его погибшего хозяина. Военные продолжают массово докладывать об удачном ходе боевых действий, но при этом организовать видеосвязь технически невозможно. К утру доклады перестают поступать, что означает полный провал операции и подчинение паразитам более 160 тыс. военных. Учёным с помощью подопытных животных удаётся прийти к теории: титанцы — бессмертное разумное существо, научившееся продолжать себя в каждой отдельной или групповой личности с помощью деления.
В ходе короткого отпуска Сэм и Мэри женятся и убивают паразита, который целенаправленно стремился убить Сэма. Режим «Голая спина» заменяется «Загаром» (по которому люди вынуждены ходить обнажёнными), ибо титанцы оказались способны прятаться не только на спине. Также начинается отстрел собак, с помощью которых паразиты пытаются проникать из красной зоны, где пришельцы сохранили прежний хозяйственный уклад. Вместе со Стариком Сэм отправляется в Пасс Крисчен в Миссисипи, где высадилась летающая тарелка. В ней им удаётся найти тысячи паразитов и их носителей — мёртвых с Титана и живых с Земли, которые оказались пропавшей на Венере секты (членом которой была и Мэри).
Власти решают начать биологическую войну: в рамках плана «Лихорадка» и «Милосердие» спецслужбы устраивают пандемию венерианской девятидневной лихорадки, заражая захваченные области, а после вводя освобожденным от паразитов людям вакцину. Сэм со Стариком объединяют усилия в Джефферсон-Сити, но последнего подчиняет последний выживший паразит. В ходе дальнейшего боя Сэм терпит поражение и приходит в себя в воздушном автомобиле, ведомом Стариком в Юкатан. Пришелец обещает объединить разделённое человечество и навсегда прекратить войны, после чего начинает процесс деления для получения контроля над Сэмом. Агенту удаётся организовать аварию, в ходе которой паразит гибнет.
В конце романа готовится большая экспедиция на Титан, снабжённая термоядерными бомбами. Главные герои, естественно, являются её членами.

## Главные герои
- Сэм, подлинное имя Элихью Нивенс. Сотрудник спецслужбы, классический герой Хайнлайна: волевой, образованный, имеет массу талантов, но при этом вечно сомневается в своей правоте, что позволяет ему посмотреть на проблемы с другой точки зрения и оказаться правым.
- Мэри, подлинное имя — Аллукьера. Родилась на Венере в семье сектантов, беженцев с Земли, полностью уничтоженных паразитами. Именно её воспоминания о болезни девятидневной лихорадкой позволили уничтожить пришельцев. Жена Сэма. Имя было заимствовано у соседки Хайнлайнов — Аллукьеры Росанны Стоун (урождённой Зелиг Бен-Натан). Классическая героиня Хайнлайна: решительная рыжеволосая женщина.
- Старик, подлинное имя Эндрю Нивенс. Глава спецслужбы, отец Сэма. Герой, аналогичный профессору Бернардо де ла Пас, Джубалу Хершоу и др.

## Издания и переводы
На русском языке выходил в 1990-е годы в трёх переводах: А. Корженевского (под названием «Кукловоды»), М. Коркина («Повелители марионеток») и Т. Митрофановой («Хозяева марионеток»).
В США долгое время роман выходил в цензурированном журнальном варианте, поскольку издатели были против явных суждений о сексуальной жизни (титанцы, открыв человеческую сексуальность, начали устраивать оргии и транслировать их по телевидению). Лишь в 1990 году вдова писателя — Вирджиния Хайнлайн — опубликовала полную авторскую версию романа.